# Dicky Wells

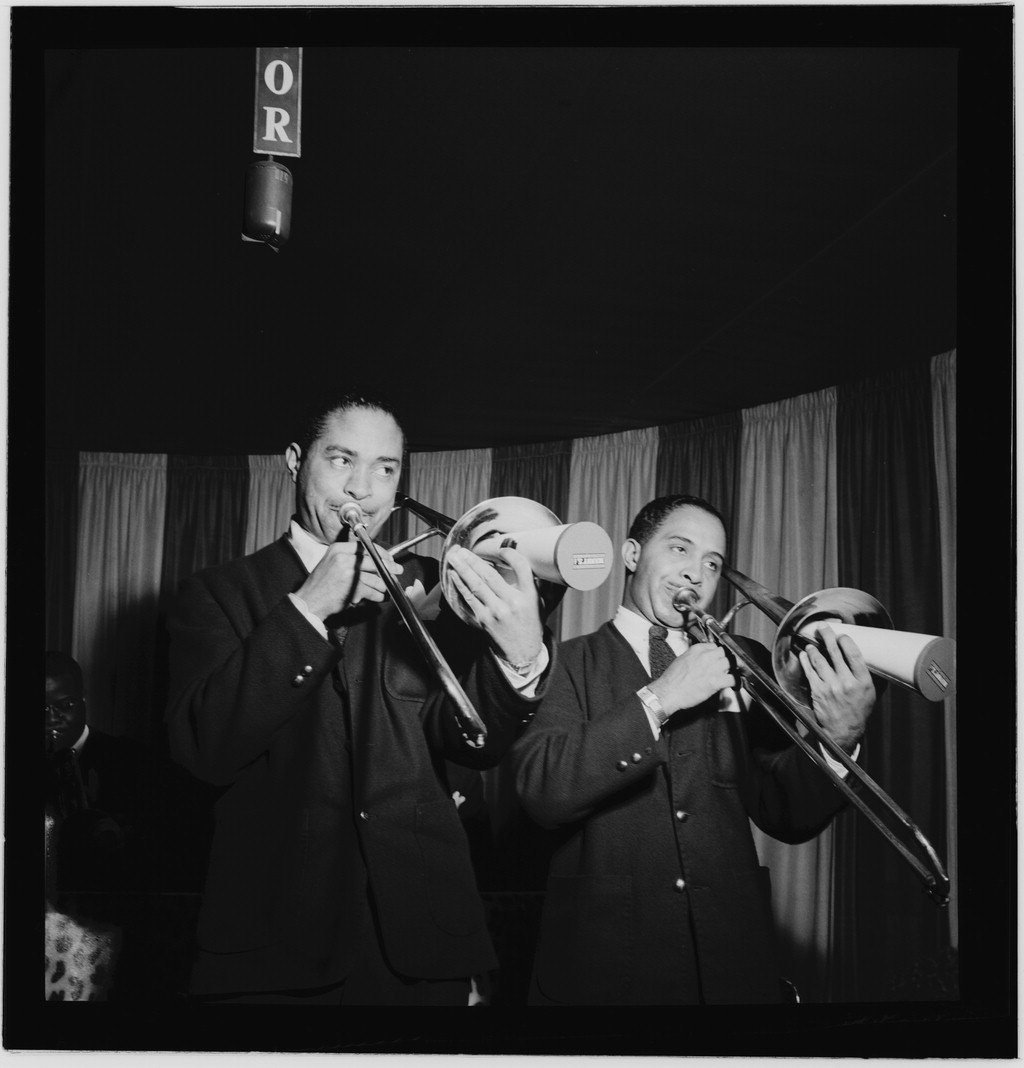
Dicky Wells (links) und sein Bruder Henry Wells, Eddie Condon’s, New York, ca. Januar 1947.
Fotografie von William P. Gottlieb.

William Wells, genannt Dicky (manchmal auch Dickie) Wells (* 10. Juni 1907 in Centerville, Tennessee; † 12. November 1985 in New York City) war ein afroamerikanischer führender (Bigband) Jazz-Posaunist des Swing.
Wells wuchs in Louisville in Kentucky auf und kam 1926 nach New York, wo er Mitglied der Band von Lloyd Scott und Cecil Scott wurde, mit dem er auch aufnahm. Er spielte auch in den Bands von Elmer Snowden, Charlie Johnson und Luis Russell. In den 1930er Jahren wurde er bekannt durch seine Mitgliedschaft in den Bands von Fletcher Henderson, Benny Carter, Teddy Hill, mit dem er 1937 auf eine Europatournee ging, bei der Wells unter eigenem Namen für das neu gegründete Label Swing einspielte. Er spielte auch bei Spike Hughes und 1937 mit Django Reinhardt (Aufnahme Sweet Sue). Bekannt wurde er durch seine Zeit 1938 bis 1945 (Aufnahmen Taxi War Dance, Dickies Dream) und 1947 bis 1950 in der Count Basie Bigband. Auch danach begleitete er den Sänger der Basie-Band Jimmy Rushing und spielte auch 1957 in der Fernsehsendung The Sound of Jazz (in der auch Basie und Rushing auftraten, sie spielten unter anderem Dickies Dream). Er tourte mit Buck Clayton in Europa und spielte Anfang der 1960er Jahre mit Ray Charles (1961–63). Ab Mitte der 1960er Jahre hatte er aufgrund von Alkoholproblemen zunehmend Schwierigkeiten Engagements zu bekommen und arbeitete tagsüber als Bote. Sein letztes Album erschien 1981. Wells veröffentlichte auch Memoiren mit Stanley Dance (The Night People - the Jazz life of Dicky Wells, 1971).

## Diskografische Hinweise
- Dicky Wells 1927-1943 (Classics) mit Freddie Green, Jo Jones, Django Reinhardt, Ellis Larkins, Lester Young
- The Stanley Dance Sessions (Lonehill, 1958/59) mit Buck Clayton, Vic Dickenson, Buddy Tate, Kenny Burrell, Everett Barksdale
- Chatter Jazz (RCA, 1959) mit Rex Stewart, John Bunch, Leonard Gaskin

## Schriften
- Dicky Wells The Night People. Crescendo. Boston 1971.